# Jutta Voss
Jutta Voss (* 1942 in Graz) ist eine evangelische Theologin, ehemalige Pfarrerin und Autorin des 1988 veröffentlichten Buchs Das Schwarzmond-Tabu, welches deutschlandweit durch die frauenemanzipatorischen Thesen bekannt wurde. 

## Biographie
Jutta Voss war zunächst als Buchhalterin und später als Personalsachbearbeiterin tätig. Daneben studierte sie Konzert- und Liedgesang. Sie erhielt hiernach Engagements am  Oldenburgischen Staatstheater und an der Staatsoper Hamburg und weitere Konzertverpflichtungen. Ihre musikalische Karriere endete durch eine dreijährige Krankheit. Sie besuchte daraufhin als erste Frau den „Botnanger Lehrgang für den Pfarrdienst“ und wurde so auf dem Zweiten Bildungsweg Pfarrerin. Sie war nach dem Vikariat und einem Gemeindepfarramt zehn Jahre in der Krankenhausseelsorge tätig. In dieser Zeit entwickelte sich ihr Interesse an weiblicher Mythologie und sie studierte schließlich analytische Psychologie am C. G. Jung-Institut in Zürich. Dieses Studium schloss sie mit Diplom ab. Die These der Diplomarbeit wurde in dem Buch Das Schwarzmond-Tabu veröffentlicht.
In dem Buch Das Schwarzmond-Tabu wird davon ausgegangen, dass der Menstruationszyklus ursprünglich ein religionsstiftendes und kulturprägendes Muster dargestellt habe, welches durch die Entwicklung des Patriarchates in Vergessenheit geraten sei. Voss erforschte hierbei die aus ihrer Sicht vorpatriarchalen frauenzentrierten Religionsformen der Mysterien von Eleusis, die mit der Etablierung der christlichen Kirchen im 4. Jahrhundert verboten wurden. Dort seien die Menstruationszyklen getanzt worden. Das bis dahin als heilig angesehene Blut sei zu etwas Verfluchtem geworden und Frauen ihres Einflusses im religiösen Bereich beraubt worden. Hierdurch werde die Menstruation als Teil des monatlichen Zyklus nicht mehr wahrgenommen, wie der „Schwarzmond“ nicht als Teil des Mondzyklus wahrgenommen werde. Es bestünden aber Parallelen zwischen dem Abendmahl und dem Kultus um die Menstruation. Die Autorin vertrat in dem Buch weiterhin die Ansicht, dass durch die Erneuerung eines entsprechenden Bewusstseins nicht nur die kultische und kulturelle Kompetenz der Frauen erneuert werden würde, sondern sich auch das Verhältnis des Menschen zur Natur verbessern würde.
Aufgrund der daraus resultierenden Kirchen- und Konfessionskritik wurde die bis dahin ordinierte und beamtete Pfarrerin von der Evangelischen Landeskirche in Württemberg der Irrlehre bezichtigt. Im folgenden öffentlichen Lehrbeanstandungsverfahren (1990–1993) kam Jutta Voss allerdings einem Urteilsspruch zuvor und verzichtete 1993 von sich aus auf ihre Ordinationsrechte und schied aus dem Dienst der Landeskirche aus. In der Folge war sie freiberuflich als Kursleiterin tätig, baute das Zentrum für weibliche Mythologie im Haus Menucha auf und erhielt im Jahr 2000 die Kassenzulassung als Psychoanalytikerin. Aus Altersgründen wurde die Kassenzulassung 2013 zurückgegeben.
2005 veröffentlichte sie das Buch Kann denn Gehorsam Sünde sein? Nachdenkliches über die „ganz normalen“ faschistoiden Strukturen in Kirche und Gesellschaft, dem sie ihr Leben und insbesondere die Erfahrungen im Umgang mit ihrem ersten Buch zugrunde legte.

## Publikationen
- Frauenrequiem. Totenmesse für alle Frauen, die als 'Hexen' ermordet wurden. Dt. Evang. Arbeitsgemeinschaft für Erwachsenenbildung (Hg.), Karlsruhe 1987.
- Das Schwarzmond-Tabu. Die kulturelle Bedeutung des weiblichen Zyklus. Kreuz, Stuttgart 1988, ISBN 3-7831-0944-2.
- Was ich denke. Goldmann, München 1995, ISBN 3-442-12543-X.
- Kann denn Gehorsam Sünde sein? Nachdenkliches über die  „ganz normalen“ faschistoiden Strukturen in Kirche und Gesellschaft. Kreuz, Stuttgart 2005, ISBN 3-7831-2616-9.